# Бранковци (Видинская область)
Бранковци (болг. Бранковци) — село в Болгарии. Находится в Видинской области, входит в общину Грамада. Население составляет 92 человека (2022).